# Institut Saint-Joseph de Charleroi
L’Institut Saint-Joseph de Charleroi (ISJ ou ASBL Institut Saint-Joseph) est un établissement d'enseignement fondamental (maternel et primaire) et secondaire du réseau libre subventionné catholique. Il dispose de quatre implantations dans l'entité de Charleroi : à la Ville-Haute, à la Broucheterre (rue Pige-au-Croly), à Marcinelle (avenue Mascaux) et à Couillet (rue des Hauchies). Il est affilié à la Fédération de l’Enseignement Catholique et, à ce titre, adhère à son projet éducatif intitulé « Missions pour l’école chrétienne » . 

## Histoire
En 1682, Jean-Baptiste de La Salle fonde la congrégation des Frères des écoles Chrétiennes. La volonté du fondateur était de permettre à tous les enfants, et particulièrement aux plus démunis, de bénéficier d’une formation à la fois humaine et chrétienne et gratuite. À l’époque, en effet, bien des gens croyaient que ces jeunes issus de milieux artisans ou pauvres étaient incapables d’accéder à l’autonomie sociale et de jouer ainsi un rôle dans la société.

### De 1841 à 1914
En 1840, Charleroi, centre d’une intense activité industrielle (charbon, verre, métallurgie) est essentiellement peuplée par un prolétariat misérable le plus souvent privé d’instruction, mais aussi d’éducation.
Ému par la situation des enfants de la classe ouvrière (et ouvriers eux-mêmes), l'abbé Lemaître, curé de la Ville-Basse, fait appel aux Frères des écoles chrétiennes afin que leur soient offertes l’instruction et l’éducation leur offrant de meilleures perspectives d'avenir.
Le lundi 12 octobre 1840, les trois premiers Frères s’installent Ville-Basse dans une maison de la rue de Dampremy. Deux classes y sont aménagées. 
Dès la première rentrée, 186 élèves venus de Charleroi et des communes voisines se pressent devant les portes de l’établissement. En 1851, les Frères créent une deuxième école au Faubourg de Charleroi afin d’y accueillir 140 nouveaux élèves.
Avec la suppression des subsides de l’Etat et la perte de certains dons, le Frère Malerin (1859-1872) se voit contraint de rendre les classes payantes: les enfants des familles bourgeoises sont soumis à une rétribution scolaire.
En 1875, l’Institut déménage de la rue de Dampremy (non loin de la Sambre) au boulevard Central (qui deviendra boulevard de l’Yser après la Première Guerre mondiale) à la Ville-Haute. Le nouveau bâtiment de l'Institut érigé par les Frères est placé sous le patronage de Saint-Joseph.
En 1914, grâce aux deux classes ajoutées aux quatre existantes, l’Institut peut accueillir 403 élèves. 

### La Première Guerre mondiale
Le 22 août 1914, la ville de Charleroi est bombardée par l'artillerie allemande. Les fantassins allemands pénètrent dans la ville et incendient de nombreux immeubles, dont l'Institut. Les Frères sont alors temporairement accueillis par  les Jésuites qui mettent des classes à leur disposition. Très vite, les travaux de reconstruction sont entamés et dès 1917, le rez-de-chaussée et le premier étage sont à nouveau en état de recevoir des élèves.

### De 1918 à nos jours
En 1921, l’obligation scolaire passe de 12 à 14 ans, ce qui, pour les enfants des classes les moins favorisées, représente une chance supplémentaire de sortir d’une vie exclusivement consacrée au travail et accroît le nombre d'élèves des Frères. 
En 1929, l’Institut compte deux sections : une section primaire et une section d’études moyennes appelée section administrative (3 ans). À cette époque, le programme des humanités modernes est développé dans les 7e et 8e années primaires. Les élèves sont ainsi préparés à occuper des emplois dans des entreprises industrielles, au concours de recrutement d’employés dans certaines administrations publiques, à présenter des examens de géomètre-arpenteur ou les examens d’entrée aux écoles spéciales et aux universités.

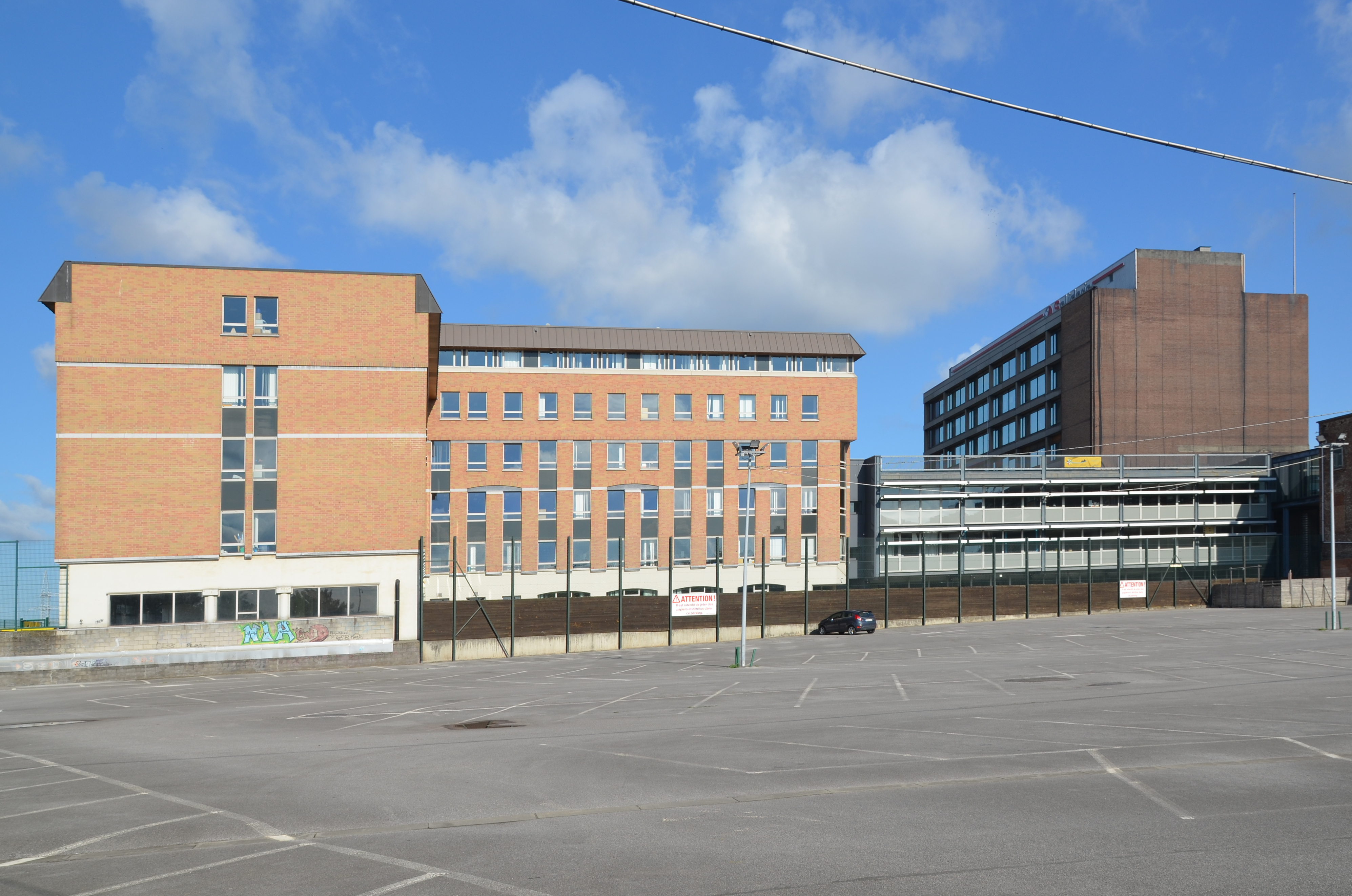
L'école vue depuis le terrain adjacent.

En 1946, l’Institut devient l’école des humanités modernes pour le réseau catholique dans la région de Charleroi avec une spécialité pour les mathématiques et les sciences. Agrandi plusieurs fois, il se constitue en ASBL en 1966. En 1975, un laïc prend pour la première fois la direction de l'école.
L’Institut connaîtra alors de nouvelles extensions: achat des terrains et bâtiments appartenant encore à la paroisse Saint-Christophe, regroupement avec l’école de Couillet-Hauchies permettant l’ouverture d’une école maternelle, fusion avec l’école technique et professionnelle de la Broucheterre connue sous le nom d’Institut des Filles de Marie.
Au milieu des années 1970, la mixité est introduite dans les classes de l'Institut Saint-Joseph.
La population de l’Institut croissant jusqu’à atteindre les 1380 élèves, il est décidé de construire une nouvelle école dont les travaux sont achevés en 1997.
L’année 2008 a été l’occasion d’un nouvel agrandissement avec la construction de la nouvelle aile reliant le bâtiment principal à celui de façade et avec la création d'une salle des professeurs, de locaux de cours supplémentaires et d'un centre de documentation élargi.
En avril 2016 a été célébré le 175e anniversaire de la création de l'Institut Saint-Joseph qui reste la plus ancienne école chrétienne dans la ville de Charleroi.

## Mission
La communauté éducative de l'ISJ s’inscrit dans la tradition des Frères des Écoles Chrétiennes. La volonté du fondateur, Jean-Baptiste de la Salle, était de permettre à tous les enfants, et particulièrement aux plus démunis, de bénéficier d’une formation à la fois humaine et chrétienne. L’Institut Saint-Joseph veut aujourd’hui rencontrer les besoins des jeunes dans une société en perpétuel mouvement et tenir compte de l’évolution des mentalités et des sensibilités.
L'ISJ veille à rendre l'enseignement accessible à chacun sur le plan matériel et à maintenir la gratuité de l’enseignement en se montrant attentif à minimiser les contributions des élèves et de leurs parents.

## Organisation
L'ISJ dispense un enseignement maternel, primaire et secondaire. Il est organisé en deux directions :
- fondamental (maternel et primaire) : implantations à Charleroi, Couillet et Marcinelle XII ;
- secondaire : implantations à Charleroi, du boulevard de l'Yser (enseignement secondaire général et technique) et du Pige-au-Croly (enseignement secondaire professionnel des métiers de la restauration).

Toutes implantations confondues, l'on compte environ 2 000 élèves dans le secondaire et le fondamental.